# Arhitekton
Arhitekton je platforma okupljanja i prezentovanja ideja iz arhitekture, dizajna, umetnosti i kulture. 2009.g. osnovan je časopis Arhitekton (štampano izdanje) sa idejom da se ujedini prostor Balkana u arhitektonskom i poslovnom smislu. 
Danas, Arhitekton je prerastao u digitalnu platformu koja sadrži časopis Arhitekton i portal arhitekton.net. 
Od juna 2019.g. časopis Arhitekton izlazi u digitalnoj formi četiri puta godišnje i namenjen ljudima koji se profesionalno bave arhitekturom ili su upućeni na nju svojim poslovnim delovanjem. Sveobuhvatan prikaz arhitektonskih i drugih sadržaja omogućuje čitaocima da napokon vežu arhitekturu za autora i da na taj način formiraju realnu i kvalitetnu kritiku koja je neophodna na ovim prostorima. 
Portal arhitekton.net je mesto okupljanja i razmene arhitekata ali i svih koji imaju afiniteta prema arhitekturi, kulturi, enterijeru, dizajnu, umetnosti... 

## Put arhitekture
U današnjem svetu koji propagira široki spektar vrednosti arhitektura se bori da sagleda i odgovori na savremene težnje društva. Težeći da odgovore na komplikovane prohteve globalnog društva, arhitekte ponekad preskaču sitne korake koji su zaslužni za postojanje arhitekture kakva je ona danas. Svaki prostor ima specifičan razvojni put kojim se kreće ka određenom globalnom cilju. Za definisanje jedne arhitekture taj put je važniji od samog cilja. Putevi arhitekture su razni i oni oslikavaju i potvrđuju arhitekturu jednog mesta. Pokušaji da se naglo prevaziđu tokovi arhitekture često vode ka poništavanju arhitekture, kada ona osetno gubi na kvalitetu. Portal arhitekton.net dopunjen je sadržajem koji pored arhitekture obuhvata sve segmente života koji direktno ili indirektno utiču na stvaranje i razvoj arhitekture. Redakcija ima cilj, da pored arhitekata i inženjera predstavi struku na način koji je jasan svakom čoveku koji je spreman za sopstveni razvoj. Arhitektura ne počinje i ne završava se projektom i gradnjom, ona je složen proces koji uključuje mnoge aspekte života. Arhitekton teži da prikaže arhitekturu prilagođenu mestu i vremenu, bez obzira na njenu poziciju na svetskoj lestvici arhitektonskih dostignuća.

## Koncept
Redakcija časopisa Arhitekton izdala je prvi broj časopisa u oktobru 2009. godine. Osnovni motiv štampanog izdanja bila je ideja o blagovremenoj razmeni dobre arhitektonske misli na prostoru bivše Jugoslavije.  Do 2014. godine izdato je dvadeset brojeva štampanih u preko 5000 primeraka po broju. Takođe, organizovana su dva regionalna takmičenja pod nazivom: “Prva i Druga nagrada časopisa Arhitekton”  iz čega su proizašle dve velike izložbe nagrađenih i ostalih radova. Takođe organizovane su razne tribine i radionice. 
Tokom rada i razvoja na mnogim poljima, došlo je do osnivanja grupe “European architect”  koja od 2012. godine izdaje časopis Arhitekton. U to vreme počinje sa radom i portal arhitekton.net koji  je bio dopuna štampanom izdanju. 
Od 2019 g., portal arhitekton.net je dopunjen sadržajem koji pored arhitekture obuhvata sve segmente života koji direktno ili indirektno utiču na stvaranje arhitekture.  Na portalu arhitekton.net svakodnevno se objavljuju tekstovi vezani za arhitekturu, građevinarstvo, umetnost i kulturu koji su oblast interesovanja naših čitalaca. Uz to, plasiraju se  stručni tekstovi kroz koje se stiču nova znanja i informacije iz pomenutih oblasti.

## Nagrada časopisa
Povodom Prve i Druge godišnje nagrade časopisa Arhitekton održane su izložbe u Muzeju Kralja Petra I Karadjordjevića u Beogradu. Prve godine, na izložbi je bilo izloženo 30 od ukupno 61 pristiglih radova koji su bili u konkurenciji za nagradu. Dodeljene su tri nagrade od kojih je Prvu dobio mladi autorski tim iz Niša u sastavu Milan Stevanović, Srđan Sakan, Petar Pejić, Vojislav Nikolić i Stefan Živković. 
Sledeće godine nakon uspešno sprovedenog internacionalnog arhitektonskog konkursa za idejno rešenje PAVILJONA ARHITEKTURE, održana je sedmodnevna izložba konkursnih rešenja u Muzeju Kralja Petra I, u Beogradu. Pored nagrađenih i izabranih radova, na izložbi su prikazani svi radovi pristigli iz preko 50 zemalja sveta. Razmatrajući ukupno 290 radova koji su ispunili propozicije konkursa, žiri, u čijem sastavu su bili arh. Idis Turato, arh. Miodrag Mirković, arh. Vesna Stojčić, arh. Marko Stojčić i g. Alan Tomanić ispred kompanije Kingspan, je većinom glasova odlučio da Prvu nagradu dodeli mladom arhitekti Dimitriju Bugarskom.

Sama izložba je bila jedinstvena mogućnost da i pored velikog broja renomiranih arhitektonskih imena i anonimni autori dobiju šansu da promovišu svoje projekte.

## Informacije
Ciljna grupa čitalaca su arhitekte, dizajneri, umetnici, inženjeri svih struka kao i građani koji se interesuju za ove oblasti. Ciljna grupa oglašivača su kompanije koje se bave prodajom ili uslugama vezanih za arhitekturu, enterijerskih elemenata i svih ostalih proizvoda koji su u domenu interesovanja i potreba arhitekata i njihovih klijenata. Glavna i odgovorna urednica je arh.Vesna Stojčić. Urednica portala arhitekton.net arh.Bojana Pražić.

## Spoljašnje veze
- Arhitekton